# Tomomi Kahala
Tomomi Kahala (華原朋美, Kahara Tomomi; Koto (Tokio), 17 augustus 1974) is een Japanse popzangeres en musicalactrice.

## Discografie

### Albums
Albums
1. Love Brace (03.06.1996)
2. Storytelling (24.12.1997)
3. Nine Cubes (26.11.1998)
4. One Fine Day (25.11.1999)
5. Love Again (21.11.2001)
6. Naked ~10th Anniversary Album (29.06.2005)

Compilatie-albums
1. Kahala Compilation (10.02.1999)
2. Best Selection (27.09.2001)
3. Natural Breeze ~Kahala Best 1998-2002~ (17.07.2002)
4. Super Best Singles ~10th Anniversary (14.12.2005)

### Singles
1. Keep Yourself Alive (08.09.1995)
2. I Believe (11.10.1995)
3. I'm Proud (06.03.1996)
4. Love Brace (22.07.1996)
5. Save Your Dream (02.10.1996)
6. Hate Tell a Lie (23.04.1997)
7. Love is All Music (02.07.1997)
8. Tanoshiku Tanoshiku Yasashikune (たのしく たのしく やさしくね) (18.09.1997)
9. I Wanna Go (11.02.1998)
10. You Don't Give Up (08.04.1998)
11. Tumblin' Dice (17.06.1998)
12. Here We Are (29.07.1998)
13. Daily News (21.10.1998)
14. As a Person (22.07.1999)
15. Be Honest (27.10.1999)
16. Believe in Future ~Mayonaka no Cinderella~ (真夜中のシンデレラ) (23.02.2000)
17. Blue Sky (26.07.2000)
18. Never Say Never -Japanese version- (17.04.2001)
19. Precious -Japanese version- (08.08.2001)
20. Anata no Kakera (あなたのかけら) (24.10.2001)
21. Akiramemashou (あきらめましょう) (24.04.2002)
22. Pleasure - Shin Chan Opening Theme (26.02.2003)
23. Anata ga Ireba (あなたがいれば) (29.09.2004)
24. Namida no Tsuduki (涙の続き) (25.05.2005)
25. Hana / Keep On Running (華) (22.02.2006)
26. Ano Sayonara ni Sayonara wo (あのさよならにさよならを) (05.07.2006)